# Krensdorf
Krensdorf (ungerska: Tormafalu, kroatiska: Kreništof) är en ort och kommun i Österrike. Den ligger i distriktet Mattersburg i förbundslandet Burgenland, i den östra delen av landet, 50 km söder om huvudstaden Wien. 